# PUCC
P2P Universal Computing Consortium はP2P/オーバレイネットワークプロトコル技術を用いて異なるネットワーク上にあるデバイス同士を接続するための通信技術の開発、仕様化、相互接続実証をおこなう組織である。理事長は斎藤信男。

## PUCCの主要な業務
- P2Pネットワークシステム等の技術動向又は市場に関する統計調査及び情報提供
- P2Pネットワークシステム等に係る環境問題に関する対策の研究及び情報提供
- P2Pネットワークシステム等に係る消費者安全に関する対策の研究及び情報提供
- 著作権その他のピアツーピアネットワークシステム等に係る知的財産権制度の研究及び情報提供
- ピアツーピアネットワークシステム等に係る互換性、相互接続性等に関する標準規格の策定及び普及
- ピアツーピアネットワークシステム等の開発、製造又は販売における公正な市場競争を確保するための準則の策定

## 組織
PUCCの組織は理事会、技術諮問委員会、ワーキンググループによって構成されている。ワーキンググループは最大２年間の活動を定義するチャーターを作成し、理事会の承認を受けて活動を開始する。ワーキンググループの主要な活動は仕様書作成で、技術諮問委員会は進捗を管理し、技術諮問委員会は仕様書を理事会にはかり承認を受ける。技術諮問委員会のメンバーは理事会により指名される。

## ワーキンググループ
- アーキテクチャ & プロトコル (ap-wg)
- プリンティング (prt-wg)
- ストリーミング (st-wg)
- セキュリティ (sec-wg)
- 家電制御l (ha-wg)
- センサ制御 WG (sdc-wg)
- 実証実験タスクフォース (dev-tf)

## 歴史
- 2004年:NTTdocomo、エリクソン、京都大学、慶應義塾大学の4者を発起人としてPUCC設立。
- 2005年4月: ワーキンググループ活動開始。携帯からのプリンティングなどのアプリケーションをターゲットにオープン・オーバレイ・ネットワークを使ってコアプロトコルとメタデータの仕様化作業開始。
- 2005年12月: Asia Pacific Technology  Network (APTN) とロンドンで共同ワークショップを開催。PUCC活動を紹介した。
- 2006年6月: 携帯ネットワーク、ホームネットワーク上のデバイスを相互接続させる研究開発事業を経済産業省の支援を受けて行う（モバイルマルチメディア実証実験）。
- 2007年1月: CES2007(ラスベガス)において最初のデモを行う。
- 2007年3月: PUCC仕様第一版メンバー公開。PUCCデバイスの開発のための大きな一歩となる。PUCCメンバーにより、ソフト開発やゲートウェイ開発が開始される。
- 2007年6月: PUCCは経産省主導の情報大航海プロジェクトのすこやかライフサポートサービスプロジェクトに参加し、ヘルスセンサー接続プラットフォームを提供する。
- 2007年11月: NET@HOME (フランス、ニース) にてPUCC活動の発表。ホームネットワークアプリケーションとサービス拡張に適したアーキテクチャとしてPUCCを紹介。
- 2008年1月: JETROの支援を得て、CES2008にブース展示。
- 2008年11月: 情報大航海プロジェクトに参加して、Bluetooth、USBなどのセンサーネットワーク上のNON-IPデバイスの接続プラットフォームを提供した。